# Lucien Olivier (médecin)
Cet article concerne le médecin et archéologue français. Pour le chef cuisinier russe d'origine franco-belge, voir Lucien Olivier. Pour les autres significations, voir Olivier.
 (mars 2018).
Si vous disposez d'ouvrages ou d'articles de référence ou si vous connaissez des sites web de qualité traitant du thème abordé ici, merci de compléter l'article en donnant les références utiles à sa vérifiabilité et en les liant à la section « Notes et références ».
Lucien Olivier, né le 19 août 1919 à Château-Chinon et mort le 23 novembre 1994 à Saint-Cloud, est un médecin et archéologue français.

## Biographie
Lucien Olivier est né dans une famille ayant ses racines dans les villes de Corancy et au hameau des Buteaux, sur la commune de Fachin. Il suit des études secondaires au lycée Hoche de Versailles, et fait sa médecine à la faculté de médecine de Paris.
En 1940, durant la Seconde Guerre mondiale, il est mobilisé en tant que médecin auxiliaire.
Il reprend ses études en 1942 et soutient sa thèse en 1946 pour la spécialisation en ORL.
Diplômé de chirurgie fondamentale otologique, il n'aura de cesse de se perfectionner. Il s'installe à Chaville, puis à Viroflay, mais reste passionné par l'histoire de son Morvan natal, ce qui le poussera à s'inscrire à l'École du Louvre en section archéologie. Il se forme à la pratique en s'intégrant aux équipes de fouilles de la circonscription de Bourgogne, sous la direction de l'abbé Joly, des antiquités préhistoriques.
Il devient, sous la direction des professeurs Roland Martin, puis de Claude Rolley, responsable de quatre sites de fouilles du Haut-Morvan : l'île des Settons, l'oppidum du  Fou de Verdun à Lavault-de-Frétoy, la maison de l'Huis-l'Abbé à Corancy, ainsi que des deux tumulus d'Argoulais à Saint-Hilaire-en-Morvan.
Il est l'un des cofondateurs de l'Académie du Morvan en 1967 à Château-Chinon.
En 1971, il commence l'étude du site d'Arleuf, en tant que directeur des fouilles, organisées par Jean Bernard Devauges, directeur régional des Antiquités historiques de Bourgogne. En 1972, avec son équipe, il met au jour le théâtre gallo-romain des Bardiaux ainsi que quelques maisons. Il recueille quelques pièces de mobilier et de céramique. Ces fouilles cesseront en 1992. En 1972, il fonde le Groupement archéologique du Haut-Morvan (G.A.H.M.). Il devient membre associé de l'Académie des sciences, arts et belles-lettres de Dijon. Collaborateur au comité scientifique du parc naturel régional du Morvan en 1974, il se trouve chargé de mission archéologique au parc et en devient le président de 1986 à 1992.
En 1976, en compagnie de Claude Péquinot et Ginette Picard, Lucien Olivier fouille les sources de l'Yonne avec une première estimation du site (1976-1980). En 1975, il soutient une thèse d'archéologie (3e cycle) sous la direction du professeur Rolley, L'occupation du sol en Haut-Morvan à l'époque romaine (1981), qui sera publiée en 1983 par l'Académie du Morvan et la Revue archéologique de l'Est, sous le titre « Le Haut-Morvan romain, voies et sites ».
Il devient membre du comité scientifique international du Mont Beuvray en 1986.
Lucien Olivier meurt le 23 novembre 1994 à Saint-Cloud.

## Fonctions
- président de la section archéologie de l'Académie du Morvan (1970) ;
- chancelier perpétuel de l'Académie du Morvan (1972) ;
- fondateur du groupement archéologique du Haut-Morvan (1972) ;
- membre de l'Académie des sciences, arts et belles-lettres de Dijon ;
- président du comité scientifique du parc naturel régional du Morvan, de (1986-1992) ;
- membre du comité scientifique international du Mont Beuvray.

## Publications
- avec M. et G. Olivier, « L'enceinte du Fou de Verdun et son environnement », in Revue Archéologique de l'Est, no XX, fasc. 1-4, 1969, p. 107-131.
- Les Fouilles de l'Huis l'Abbé, XL Congrès A.B.S.S., Autun, Société éduenne, 1969
- avec Jean Joly, Un socle de granite parsemé de silex, Office général d'édition, parc naturel régional du Morvan, 1973
- « Les habitats ruraux dans le Haut-Morvan à l'époque romaine », in Bulletin de l'Académie du Morvan, no 11, 1980
- Le Haut-Morvan romain, voies et sites, Dijon, 1983, 286p[4].
- « Le Haut Morvan antique » in Courrier du Parc Naturel Régional du Morvan, 1984
- avec J.-E. Courtois, « Le Morvan et les Barbares », in Bulletin de l'Académie du Morvan, no 21, 1985.
- « Des sources aux chapelles », in Bulletin de l'Académie du Morvan, nos 35-36, 1993, 52 p.
- Les Celtes en Morvan, Centre archéologique européen du Mont-Beuvray, 1993[5]

## Décorations
Lucien Olivier est Chevalier de l'ordre national du Mérite[réf. nécessaire].